# Колбрук, Генри Томас
Генри Томас Колбрук (англ. Henry Thomas Colebrooke, 15 июня 1765 — 10 марта 1837) — английский востоковед.

## Биография
Генри Колбрук родился в Лондоне, третий сын сэра Джорджа Колбрука, второго баронета. Получил домашнее образование, и в результате уже в пятнадцать лет он делал существенные успехи в классических науках и математике. В возрасте от двенадцати до шестнадцати лет он находился во Франции.
В 1782 году Генри Колбрук был назначен на должность писца в Индию. Спустя год после своего прибытия он был переведён в финансовое управление в Калькутте, а уже три года спустя Колбрук перешёл на место в финансовый департамент в Тирхуте. В 1789 году он переехал в Пурниа, где изучал ресурсы этой части Индии, и опубликовал свои «Заметки по земледелию и торговле Бенгалии», неофициально напечатанные в 1795 году, в которых он пропагандировал свободную торговлю (фритредерство) между Великобританией и Индией. За время своего пребывания в Тирхуте и Пурниа Колбрук сильно увлёкся спортом.
После одиннадцатилетнего пребывания в Индии Генри Колбрук начал изучение санскрита, и именно ему был вверен перевод великого «Собрания индуистских законов» (англ. Digest of Hindu Laws), монументального исследования индуистского права, которое было оставлено незаконченным сэром Уильямом Джонсом. Он перевёл два трактата: «Митакшару» Виджнянешвары и «Даябхагу» Джимутаваханы, под заголовком «Право собственности» (англ. Law of Inheritance). Он был послан в Нагпур в 1799 году со специальной миссией и по возвращении был назначен судьёй нового апелляционного суда, который впоследствии лично возглавил.
В 1805 году лордом Ричардом Уэлсли Генри Колбрук был назначен профессором санскрита и индуистского права в колледже Форт-Уильяма. Во время своего пребывания в Калькутте он написал «Санскритскую грамматику» (1805), несколько работ по религиозным церемониям индусов и свой «Очерк по Ведам» (англ. Essay on the Vedas) (1805), долгое время считавшийся в Англии стандартом для работ по данной теме. Он стал членом Верховного совета в Форт-Уильяме в 1807 году и спустя семь лет вернулся на родину. В 1822 году Колбрук был избран вторым президентом Королевского астрономического общества.
Он был директором Королевского азиатского общества, и много ценных работ в «Трудах» общества связано с его именем.

## Избранная библиография
- Henry Thomas Colebrooke, ed. (1807). Kosha, Or Dictionary of the Sanscrit Language by Umura Singha with an English Interpretation and Annotations by H.T. Colebrooke. (3rd edition, 1891). Calcutta: Haragobinda Rakshit.
- Henry Thomas Colebrooke. (1837). Miscellaneous Essays. London: W.H. Allen & Company.
- Henry Thomas Colebrooke. (1858). On the Religion and Philosophy of the Hindus. London: Williams & Norgate.